# Chris Pitsiokos

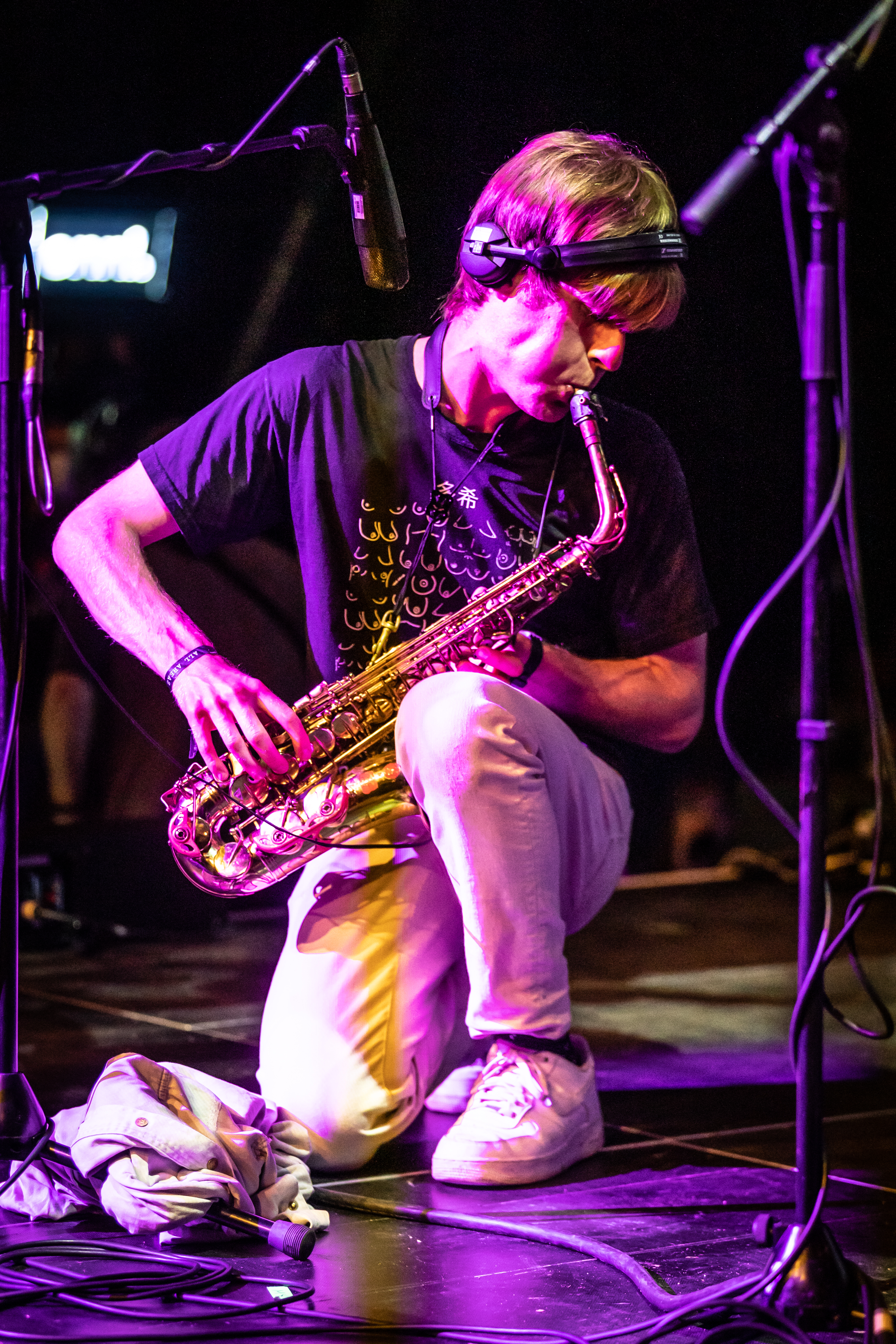
Chris Pitsiokos auf dem Moers Festival 2022

Chris Pitsiokos (* 1990) ist ein US-amerikanischer Jazz- und Improvisationsmusiker (Altsaxophon, Synthesizer).

## Leben und Wirken
Pitsiokos lernte ab drei Jahren Saxophon auf einem C-Melody-Saxophon, das er von seinen Eltern geschenkt bekam. Während seiner Zeit auf der Highschool in Massachusetts erhielt er Unterricht bei Fred Hemke und spielte in einer Jazzband. Anschließend besuchte er das Kenyon-College in Ohio und erhielt ein Stipendium zum Studium an der Columbia University.
Nach einer kurzen Phase um 2010, in der er sich mit Elektronischer Musik beschäftigte, wandte er sich dem Free Jazz und der improvisierten Musik zu. 2012 nahm er mit Weasel Walter das Album Unplanned Obsolescence (ugEXPLODE) auf. 2015 veröffentlichte er die Alben Drawn & Quartered (One Hand Records, mit Weasel Walter), das Soloalbum Oblivion/Ecstasy, ferner Paroxysm (Carrier Records), ein Duo mit dem Experimental-Elektroniker Philip White, sowie das Trio-Album Gordion Twine (New Atlantis, mit Max Johnson, Kevin Shea). Weiterhin arbeitet er mit dem Dre Hocevar Large Ensemble (mit Nate Wooley, Joe Morris, Lester St. Louis, Bram De Looze, Philip White), einem eigenen Trio (mit Max Johnson und Kevin Shea), The Undermine Trio (mit Brandon Lopez, Tyshawn Sorey) und dem Chris Pitsiokos Quartet (mit Brandon Seabrook, Tim Dahl, Weasel Walter). Mit Susana Santos Silva und Torbjörn Zetterberg legte er 2018 bei Clean Feed Records das Album Child of Illusion vor. Mit Wendy Eisenberg trat er 2021 beim Moers Festival auf.
Pitsiokos lebt in New York City. In seine Musik verbindet er Elemente von No Wave und Noise mit Jazz und zeitgenössischer Musik.

## Diskographische Hinweise
- CP Unit|Chris Pitsiokos: Silver Bullet Ii the Autumn of Your Years (Clean Feed Records, 2018)
- David Leon, Chris Pitsiokos, Asher Kurtz: Current Obsession, Vol. 1 (2019)